# Грюндвиг (програма)
Програмата „Грюндвиг“ е създадена от Европейския съюз през 2000 година като част от програмата „Сократ“ (заменена през 2007 година от програмата „Учене през целия живот“). Тя е насочена към всички възрасти, които искат да развият своите умения и квалификация. Тя предлага възможности за участие в европейски образователни проекти чрез индивидуална и групова мобилност.

## Цели
Главната цел на програмата, е да даде възможност на възрастната част от населението на Европа да повиши знанията и компетенциите си, чрез участие в европейски индивидуални или групови проекти, както и да помогне на лица, които нямат основна квалификация или са отпаднали от образователната система да получат нужните им знания. По този начин участниците се
насърчават да придобият общи познания за образованието за възрастни в Европа, а в
зависимост от целта на визитата, да подобрят своите умения по
преподаване/трениране/консултиране/управление и/или да подпомогнат работата на
приемащата организация, осигурявайки експертни познания в областта на преподаването,
управлението или други свързани дейности.

## Условия за участие в програма „Грюндвиг“
В програмата могат да участват настоящи или бъдещи учители, както и друг персонал в сферата на образованието за възрастни.

## Примери за проекти по програма „Грюндвиг“
- Let's do it creatively for the benefit of adult learners (2009 – 2011)
- Let's Do It Creatively ... and Environmentally with Renewable Energy (2011 – 2013)
- JoyAR: Joyful Adult Training Using Augmented Reality (2012 – 2014) Архив на оригинала от 2014-08-26 в Wayback Machine.